# Моріс Ренар
Моріс Ренар (фр. Maurice Renard) (28 лютого 1875, Шалон-ан-Шампань, Франція — 18 листопада 1939, Рошфор-сюр-Мер, Франція) — французький письменник, представник масової літератури. Один з провідних національних письменників-фантастів перших десятиліть XX століття, визнаний майстер пригодницького та кримінального роману, один з самобутніх попередників сучасної наукової фантастики, відомий також «окультними» і псевдо-готичними романами.

## Життєпис
Моріс Ренар народився в респектабельній заможній родині, був молодшим із трьох дітей, і користувався особливою любов'ю батьків. Його батько, юрист магістрату Ашіль Ренар, був також засновником і президентом міського спортивного товариства, дід, П'єр Едуар Ренар працював суддею, бабуся володіла магазином панчішно-шкарпеткових виробів. Його дитинство пройшло в Реймсі, де його батько служив головою суду. На літо Ренар їздив до дідуся, обраного мером Еперне, в замок Сен-Ремі (зруйнований під час війни в 1918 році), де сім'я займала у великому парку невеликий павільйон Сен-Венсан. Улюбленими книгами були твори Чарльза Діккенса і Едгара По. Навчався в коледжі Bons-Enfants. 1894 року він здобув ступінь бакалавра в галузі літератури і філософії. Потім пройшов трирічну військову службу в Реймсі, закінчивши її у званні сержанта. Тоді ж він відкрив для себе творчість Герберта Уеллса. 1899 року він переїхав вчитися юриспруденції в Париж, але незабаром закинув навчання і повністю присвятив себе літературі. У студентські роки Ренар виявляв великий інтерес до поезії, складав вірші. 1903 року він одружився зі Стефані Ла Батіє. У пари було четверо синів: Рено (нар. у 1904 році), Ремі (1905—1977), Сиріл (нар. в 1915 році), Даніель (1918—1919).
У 1905 році опублікував першу збірку своїх новел «Привиди і маріонетки» під псевдонімом Венсан Сен-Венсан. Перший роман письменника, «Доктор Лерн, напівбог» (у російському перекладі виходив під назвою «Новий звір»), який автор присвятив Герберту Уеллсу, не отримав особливого успіху у публіки, але викликала великий інтерес у критиків. Художній стиль Ренара відрізняє складне переплетення подій і сюжетних ліній, спрямованих до короткого і надзвичайно яскравого фінального ефекту. В романі, що здобув захоплену оцінку Гійома Аполлінера, розвивається тема метемпсихозу, незвично розкривається образ «божевільного вченого», що став масовим у XX столітті. Наступні романи і новели Ренара здобули йому репутацію майстра фантастичного оповідання, пов'язаного з традиціями Анрі де Реньє і Жана Лоррена.
У 1910 році Ренар остаточно перебрався в Париж, де приймав гостей і підтримував листування з відомими представниками літературного світу: П'єром Бенуа, П'єром Мак-Орланом, Клодом Фаррером, Колетт, Анрі де Монтерланом. В 1914—1918 роках брав участь у війні в якості кавалерійського офіцера. З 1919 заробляв собі на життя літературною працею. 1921 року вийшов у світ роман «Сконструйована людина», що оповідає про хлопця, що повернувся з полону і зазнав жахливих експериментів загадкового доктора Прозопа з відновлення зору. З 1924 року регулярно проводив літо на острові Олерон; саме тут розгортається дія його частково автобіографічного роману «Дівчина з яхти» (1930), що мав великий комерційний успіх. У романі—притчі «Людина серед мікробів» (1928) добре відомий ще за «Подорожей Гуллівера» Свіфта класичний мотив з'єднується з елементами антиутопії; Ренар частково передбачає тут «Прекрасний новий світ» Гакслі, почасти популярний сюжет кінофантастики XX століття, пов'язаний з темою «неймовірно зменшеної людини».
Після важкого розлучення з дружиною в 1930 році Ренар, попри успіх «Дівчат з яхти», майже не писав фантастичних творів, зрідка публікуючи поодинокі оповідання і багатосерійні нариси, багато в чому був змушений займатися літературною поденщиною. Книга «Володар світу» (1933) являє собою унікальний у творчості Ренара досвід створення історичного роману, що увібрав у себе детективні та фантастичні елементи; Ренар передбачив оригінальну концепцію Боба Шоу про «сповільнювальне скло», через яке можна побачити минуле, чиє оповідання «Світло минувшини» (1966) є дуже популярним в англомовній літературі.
Письменник помер у 1939 році в Рошфорі внаслідок ускладнень після операції простати. Похований на острові Олерон. Останній твір, повість «Глиняна в'язниця», була опублікована вже після смерті письменника в 1942 році, а англійською мовою вийшла тільки після Другої світової війни в 1947 році.

### «Синя загроза»
Роман «Синя загроза» (1912) (інші варіанти перекладу назви: «Блакитна погибель», «Синя небезпека») являє собою ранній зразок оповідання про проблеми контакту з позаземними цивілізаціями. У книзі відчувається вплив Уеллса і Жозефа Роні-старшого. Роман у першу чергу спрямований на розвінчання характерного для новоєвропейської культури антропоцентризму (зокрема в самому нелюдському вигляді прибульців) і поєднує в собі науково-фантастичну інтригу з детективними елементами, аж до прямого пародіювання Конан Дойла (сам Конан Дойл в боргу не залишився і в 1913 році написав оповідання «Жах висот», яке ідейно перегукується з книжкою Ренара). Є підстави вбачати в «Синій загрозі» часткове передбачення «гіпотези зоопарку», однак прибульці у Ренара не обмежуються простим спостереженням за землянами. Назва «Синя загроза», можливо, навіяна поширеною в часи Ренара теорією «жовтої небезпеки».

### «Руки Орлака»
Задум роману виник ще в 1911—1912 роках, однак перша світова війна відтермінувала його реалізацію. Роман публікувався у вигляді фейлетону на сторінках газети «L Intransigeant» у травні-липні 1920 року, окреме видання вийшло у світ в 1921 році. За визначенням французького дослідника Кл. Демеока, книга являє собою «суміш любовного, детективного, фантастичного, науково-фантастичного і окультного романів». У центрі сюжету — тема трансплантації людських органів. Цей сюжет частково навіяний військовими враженнями письменника, частково — літературною традицією: «Франкенштейн» Мері Шеллі, «Острів доктора Моро» Уеллса, «Locus Solus» Реймона Русселя. Крім того, у книзі відчувається сильний вплив повісті Стівенсона «Химерна пригода з доктором Джекілом та містером Гайдом» (тема роздвоєння людської особистості). Роман неодноразово екранізувався (1924, 1935, 1960 і 1962 роках в кіно і в 2013 році адаптований для телебачення), завдяки чому залишився одним з найвідоміших творів письменника; найвідоміша перша з екранізацій, виконана Робертом Віне в 1925 році.

## Цікаві факти
- Вплив окремих творів Ренара відчувається у творчості радянського письменника Олександра Бєляєва: роман Ренара «Сконструйована людина» перегукується з розповіддю Бєляєва «Невидиме світло» (1938), а роман «Доктор Лерн, напівбог» змушує згадати повість «Голова професора Доуеля» та оповідання «Хойті-Тойті». До того ж зловісний учень Доуеля у Бєляєва носить співзвучне прізвище Керн.
- «Апарат Рішара Сегюра» (ім'я героя роману Ренара «Мавпа») згадується в повісті братів Стругацьких «Понеділок починається в суботу».

## Основні твори

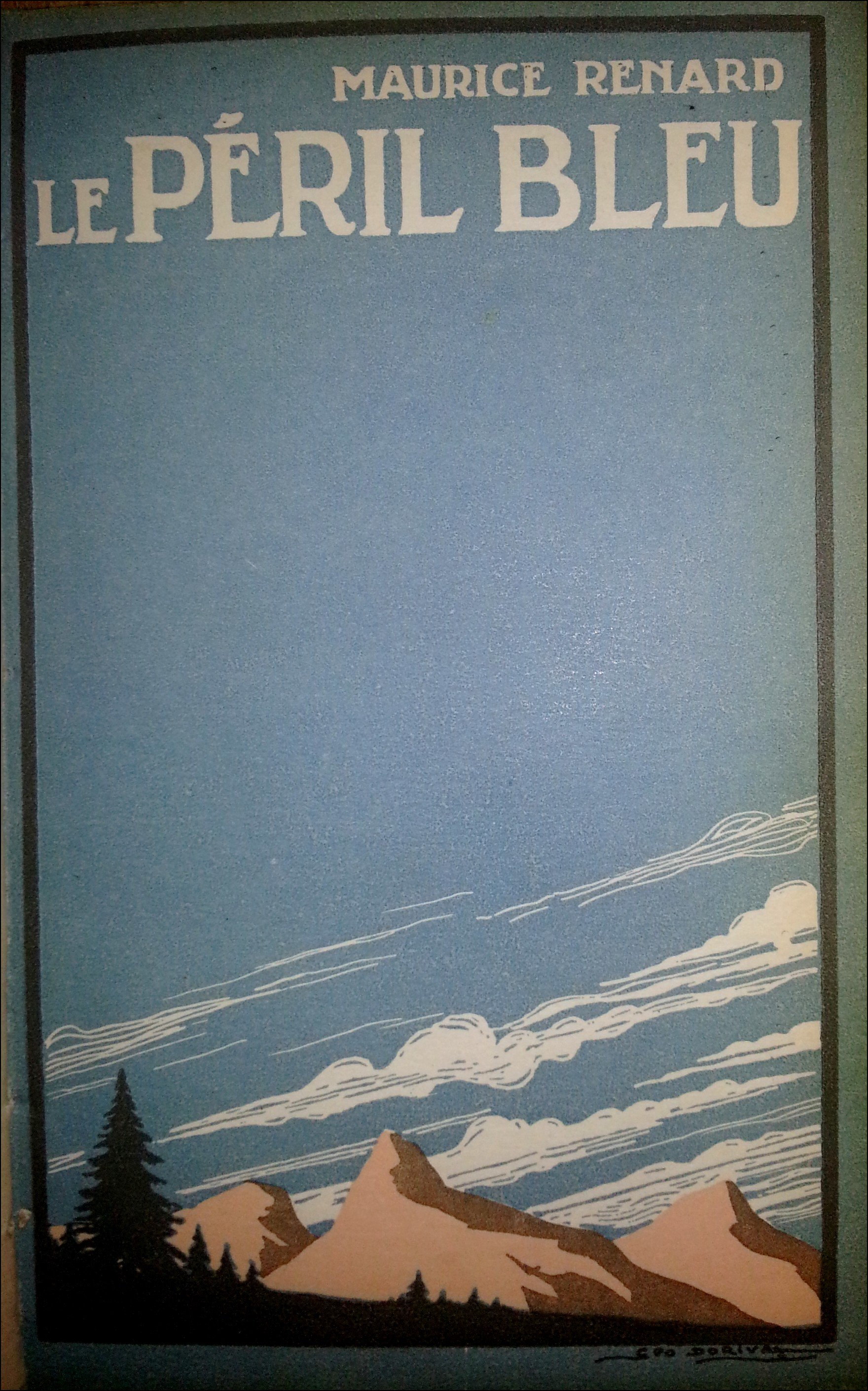
Обкладинка оригінального видання роману «Синя загроза»

- Привиди й маріонетки (Fantômes et fantoches, 1905), збірка творів короткої форми
- Доктор Лерн, напівбог[fr] (Le Docteur Lerne, sous-dieu, 1908)
- Нерухома подорож (Le Voyage immobile, 1909) (збірка творів короткої форми)
- Блакитна небезпека (Le Péril bleu, 1912)
- Пан Загробников і інші незвичайні історії (Monsieur d'Outremort et autres histoires singulières, 1913) (збірка творів короткої форми)
- Руки Орлака [fr] (Les Mains d'Orlac, 1920)
- Сконструйована людина[fr] (L'Homme truqué, 1921)
- Мавпа (Le Singe, 1924, у співавторстві з Альбером-Жаном)
- Запрошення до жаху (L Invitation à la peur, 1926), збірка творів короткої форми
- Він? (Lui?, 1926)
- Людина серед мікробів (Un homme chez les microbes, 1928)
- Карнавал таємниці (Le Carnaval du mystère, 1929), збірка творів короткої форми
- Дівчина з яхти (La Jeune Fille du yacht, 1930)
- Володар світла (Le Maître de la lumière, 1933)